# Eria chlorantha
Eria chlorantha är en orkidéart som beskrevs av Leonid Vladimirovitj Averjanov och Averyanova. Eria chlorantha ingår i släktet Eria och familjen orkidéer.
Artens utbredningsområde är Vietnam. Inga underarter finns listade i Catalogue of Life.